# Telepinus I de Khalap
Telepinus I de Khalap "el sacerdot" era fill del rei hitita Subiluliuma I.
Abans del 1340 aC, potser al tercer any de regnat del seu pare, Subiluliuma el va nomenar sacerdot de Kizzuwatna. Quan el seu pare, cap a l'any 1340 aC va fer la seva primera expedició a Síria i va ocupar Khalap (Alep), un antiga possessió hitita que havia escapat al seu control, segurament durant un atac de Tushratta de Mitanni uns mesos abans, va col·locar en el tron de la ciutat a Telepinus. Nuhase, Niya i Alalakh, conquerits pel seu pare, van ser inclosos en aquest regne. Amb aquest nomenament, Subiluliuma va aconseguir que dos fills seus, Telepinus i Piyasilis que havia fet rei de Karkemish, controlessin dels dos passos del Taure i de les Muntanyes de Nur, a més de tenir a les seves mans dues de les ciutats més importants de la zona.
Telepinus va regnar fins a la seva mort probablement a finals del 1300 aC.